# 올리베르 토레스
올리베르 토레스 무뇨스(스페인어: Óliver Torres Muñoz, 1994년 11월 10일 ~ )는 스페인의 축구 선수로, 현재 스페인 라리가의 세비야 소속이다.